# NGC 636
NGC 636 est une galaxie elliptique  située dans la constellation de la Baleine. NGC 636 a été découverte par l'astronome germano-britannique William Herschel en 1785.

## Caractéristiques
Sa vitesse par rapport au fond diffus cosmologique est de 1 573 ± 21 km/s, ce qui correspond à une distance de Hubble de 23,2 ± 1,7 Mpc (∼75,7 millions d'al).
À ce jour, 18 mesures non basées sur le décalage vers le rouge (redshift) donnent une distance de 24,967 ± 6,090 Mpc (∼81,4 millions d'al), ce qui est à l'intérieur des valeurs de la distance de Hubble.
NGC 636 est une galaxie brillante dans le domaine des rayons X,.

## Groupe de NGC 584
NGC 636 fait partie du groupe de NGC 584 qui comprend 9 galaxies brillantes dans le domaine des rayons X : NGC 584, NGC 586, NGC 596, NGC 600, NGC 615, NGC 636, IC 127, UGCA 17 et KDG 007.